# Predator: Hunting Grounds
Predator: Hunting Grounds — многопользовательская игра, разработанная американской студией IllFonic и выпущенная компанией Sony Interactive Entertainment. Действие игры происходит во вселенной «Хищника», в джунглях в разгар вооружённого конфликта. Игроки играют либо за группу элитных оперативников, которые должны завершить задание, либо за хищника, который должен успеть убить свою группу до того, как они завершат свою миссию.
Игра вышла на PlayStation 4 и Windows 24 апреля 2020 года, она получила смешанные отзывы у игровых критиков. Релиз версии для PlayStation 5 и Xbox Series X/S состоялся 1 октября 2024 года.

## Игровой процесс
Predator: Hunting Grounds представляет собой асимметричный мультиплеер с основным местом действия в джунглях во время вооружённого конфликта между правительством и наркокартелем. В игре нет миссий с одиночным прохождением. Одному игроку отводится роль инопланетного охотника — яутжа или «хищника». В игре есть возможность играть за яуджа женского пола. Другие четыре игрока объединяются в команду из четырёх элитных оперативников под названием «Fireteam Voodoo». Цель оперативников — раздобыть информацию о наркобароне и убить его, пока команду не убьёт хищник. Игрок, играющий за хищника должен успеть убить всю команду до завершения их миссии. Игроки, управляющие оперативниками могут совместно одолеть хищника или же по возможности избегать с ним столкновения. Игра за человека ведётся от первого лица, а за хищника — от третьего лица. Хищник может бегать по деревьям, использовать маскировочное устройство и тепловое зрение, людям требуется бегать по местности
В режиме игры за человека можно выбрать четыре класса — «Штурмовик», «Разведчик», «Разведчик» и «Поддержка» со своими сильными и слабыми сторонами. В игре за хищника можно выбрать — сбалансированного «охотника», слабого, но быстрого и ловкого «разведчика» и медленного но мощного «берсеркера»
Команда Fireteam Voodoo должна избавляться от вражеских неигровых персонажей, нападать на их грузы, взрывать оборудование и выполнять разного рода задания. Игроки могут работать как совместно, так и по отдельности выполнять задания. В это же время другой игрок управляет хищником и пытается уничтожить всех членов команды. Если команде удастся убить хищника, то их основную миссию переймёт Other Worldly Life Forms Program (OWLF), а игроки должны охранять тело, одновременно отбиваясь от вражеских NPC.
В игре встроена лут-система в виде ящиков «Field Lockers», добывающихся во время игры. Из них можно получить разные скины и виды оружия как для людей, так и для хищников. Предметы из ящиков выдаются случайным образом и могут дублироваться, в этом случае дубликат будет конвертирован в дополнительный опыт. Ящики можно приобрести за «Веританиум» — внутриигровую валюту, которую можно заработать в процессе игры.
В платных DLC были добавлены такие персонажи, как Алан «Датч» Шефер из оригинального «Хищника» (Арнольд Шварцнеггер), Изабель из «Хищников» (Алисе Брага) и Шона Кейс из Хищника 2018 года (Джейк Бьюзи)

## Разработка
Разработка игры началась после успеха многопользовательской Friday the 13th. При работе над игровой вселенной, разработчики в прежде всего брали за основу сюжет в оригинальном фильме «Хищник» 1987 года, где основное место действия происходило в джунглях а сам сюжет представляет собой слэшер, где команда людей стремится выжить, сопротивляясь могущественному существу. Эта идея и легла за основу игры, где четыре игрока управляя солдатами, противостоят хищнику. При работе над асимметричным игровым режимом, команда обращалась к опыту разработки Friday the 13th, где также присутствует противостояние маньяка-убийцы Джейсона Ворхиса команде молодых вожатых. Для разработчиков было важно достоверно изобразить атмосферу и вселенную «Хищника» в игре, для чего они консультировались с правообладателем 20th Century Fox, предоставившим разработчикам множество полезной информации по лору «Хищников».
Игра была разработана на движке Unreal Engine 4.2 Команда уделила особе внимание проработке окружающего мира, чтобы окружающие джунгли выглядели реалистично. Unreal предоставили команде инструменты для сохранения приличной частоты кадров. Игра изначально разрабатывалась эксклюзивно для игровой приставки PlayStation 4. В игру была встроена возможность совместной онлайн-игры на платформах PlayStation 4 и Windows.
Впервые игра была презентована PlayStation State of Play в мае 2019 года, через год после выхода фильма «Хищник». 1 октября 2024 года состоялся релиз игры для PlayStation 5 и Xbox Series X/S.

## Восприятие
| Сводный рейтинг    | Сводный рейтинг        |
| Агрегатор          | Оценка                 |
| ------------------ | ---------------------- |
| Metacritic         | PC: 62/100 PS4: 56/100 |
| Иноязычные издания |                        |
| Издание            | Оценка                 |
| Destructoid        | 6/10                   |
| EGM                | [ 17 ]                 |
| Game Informer      | 7,25/10                |
| GameRevolution     | 3,5/5                  |
| IGN                | 5/10                   |

После выпуска игра столкнулась с массовой негативной реакцией из-за однообразного геймплея, необходимостью слишком долго ждать начала игрового сеанса и несбалансированности, делавшей хищника слишком слабым противником против солдат. В итоге солдаты чаще всего без особых усилий побеждали. У игры сформировалось игровое сообщество и постоянная фанатская аудитория. Игра на протяжении нескольких лет после выпуска поддерживалась обновлениями, добавляющими больше игрового контента
Predator: Hunting Grounds получила смешанные отзывы у игровых критиков. Средняя оценка на агрегаторе Metacritic составила 62 балла (ПК) и 56 баллов (PS4) из 100 возможных.
Критик сайта The Gamer похвалил игру за разнообразие его оружия и верность вселенной «Хищника», заметив, что для фанатов данной франшизы игра предоставит отличный фансервис. Он похвалил идею того, что игрокам требуется как можно быстрее выполнить задания будучи постоянной целю для убийства, что добавляет прохождению азарт и остроту.
Представитель Video Chums заметил, как визуальные и звуковые эффекты превосходно передают антураж, особенно моменты приближения хищника, однако со временем игровой процесс начинает ощущаться однообразным. Критик 4players также заметил, как игра превосходно передаёт атмосферу оригинального фильма по вселенной. Однако он раскритиковал несбалансированность, заметив, что хищник получился слишком слабым персонажем и его роль ограничивается тем, чтобы мешать команде как можно быстрее завершить свою миссию.
Критик Game Informer оценил достоверно переданный антураж оригинального фильма и скины хищников, однако заметил, что игровой опыт омрачён проблемой, связанной со слишком сложной и несбалансированной игрой за хищника. Критик также упрекал неигровых персонажей за слабый искусственный интеллект.